# Axel Blytt
Axel Gudbrand Blytt (1843–1898) va ser un botànic i geòleg noruec. El seu pare, Matthias Numsen Blytt, també era un botànic. Axel Blytt treballa al Christiania Herbarium a la Universitat d'Oslo des de 1865. A la dècada de 1870 publicà el llibre Essay on the Immigration of the Norwegian Flora during Alternating Rainy and Dry Periods. Actualment és conegut sobretot per haver desenvolupat el Sistema Blytt-Sernander que és una teoria del canvi climàtic. La seva obra, Essay on the Immigration of Norwegian Flora (1876) va ser llegida i influencià a Charles Darwin.
El penyasegat Blyttberget del sud-est de Nordlaguna a l'illa noruega de Jan Mayen, porta aquest nom en el seu honor. El botànic Wilhelm Schimper també va donar el nom d'ell a diverses molses per commemorar-lo.